# 유격대 행진곡
《유격대행진곡》(游擊隊 行進曲)은 조선민주주의인민공화국의 군가이다.
1909년 가미나가 료게쓰(神長瞭月)가 작사, 작곡하고 메이지 시대 말기 일본에서 유행한 노래인 《하이카라부시》(일본어: ハイカラ節)를 편곡한 노래이다. 1930년대에 김일성이 이끄는 항일 빨치산 조직에서 불리던 것이 광복 이후에 조선민주주의인민공화국에 전파되었다고 한다. 조선인민군의 열병식에서 행진곡으로 연주되며 일본의 조선학교에서 열리는 운동회 등의 행진곡으로도 사용되고 있다.

## 같이 보기
- 빛나는 조국
- 조선인민군가
- 공격전이다